# تسينغوني
تسينغوني هي بلدية فرنسية تقع في إقليم مايوت الفرنسي الخارجي، في المحيط الهندي. يبلغ عدد سكانها 13,934 نسمة وفقًا لإحصائيات عام 2017م وتبلغ مساحتها 34,42 كم2 وترتفع عن سطح البحر 0-477 متراً.

## التاريخ
تحتضن البلدية مسجد تسينغوني الذي يعتبر من أقدم المساجد في فرنسا ولا يزال قائماً حتى اليوم. وعلى الرغم من التوسع العمراني في الثمانينات من القرن العشرين إلا أن المدينة لا تزال تحتفظ بنشاط زراعي كبير.

## الجغرافيا
المناخ في بلدية تسينغوني مناخ مداري. وتمتلك البلدية تنوعاً طبيعياً كبيراً، بما في ذلك الغابات (15% من أراضيها تتكون من محميات الغابات)، والأراضي الرطبة والعديد من الأراضي الزراعية التي هي الأكثر بالنسبة لإقليم مايوت.

## التركيبة السكانية
عدد سكان البلدة هو 13,934 (حسب تعداد عام 2017)، بزيادة مقدارها 33,29% عن تعداد 2012م.

### التطور الديموغرافي في تسينغوني
| 1978  | 1985  | 1991  | 1997  | 2007  | 2012  | 2017   |
| ----- | ----- | ----- | ----- | ----- | ----- | ------ |
| 2,206 | 3,007 | 3,950 | 5,532 | 7,779 | 9,200 | 13,934 |

## الأماكن والمعالم الأثرية

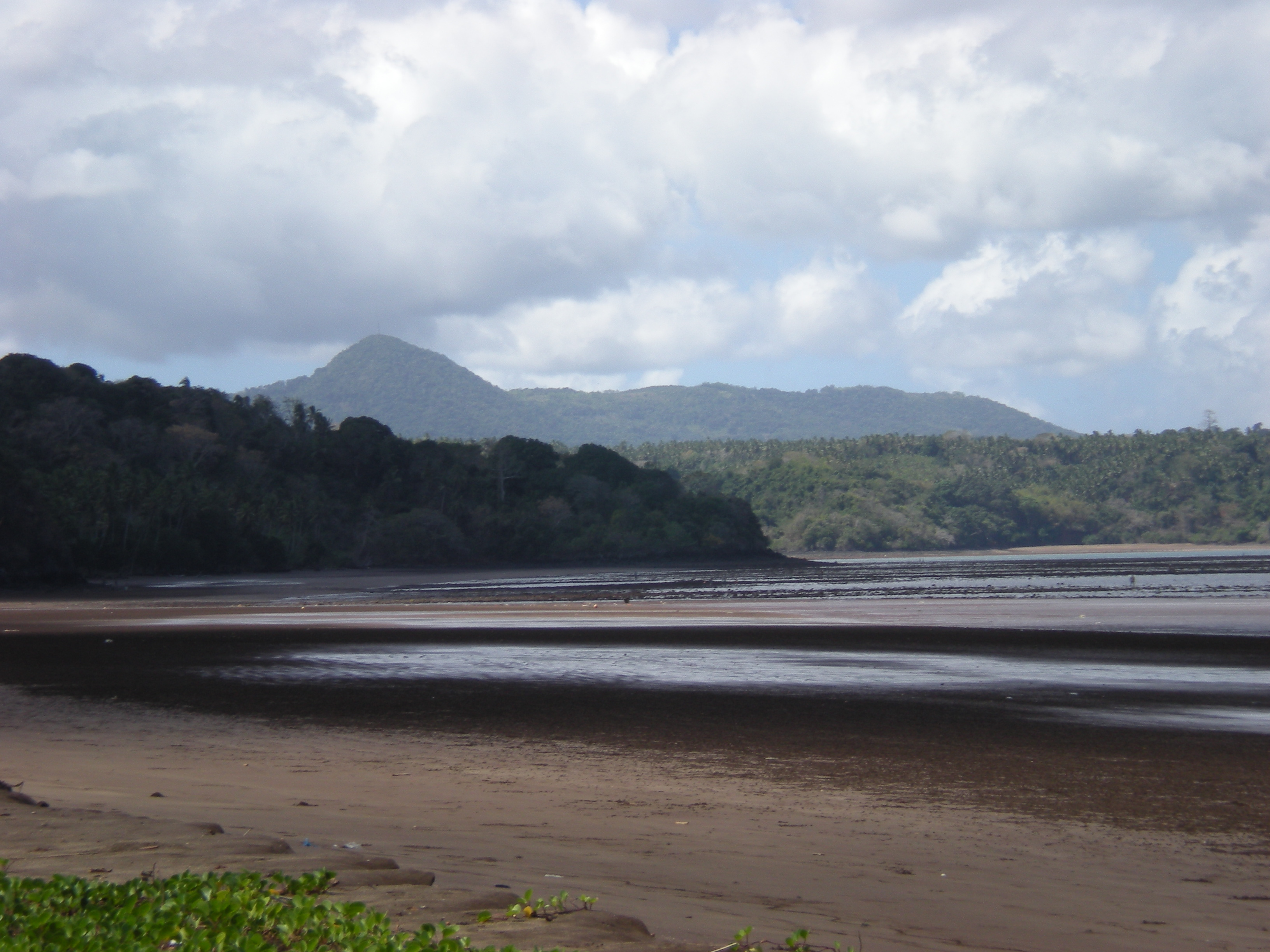
شاطئ سولو
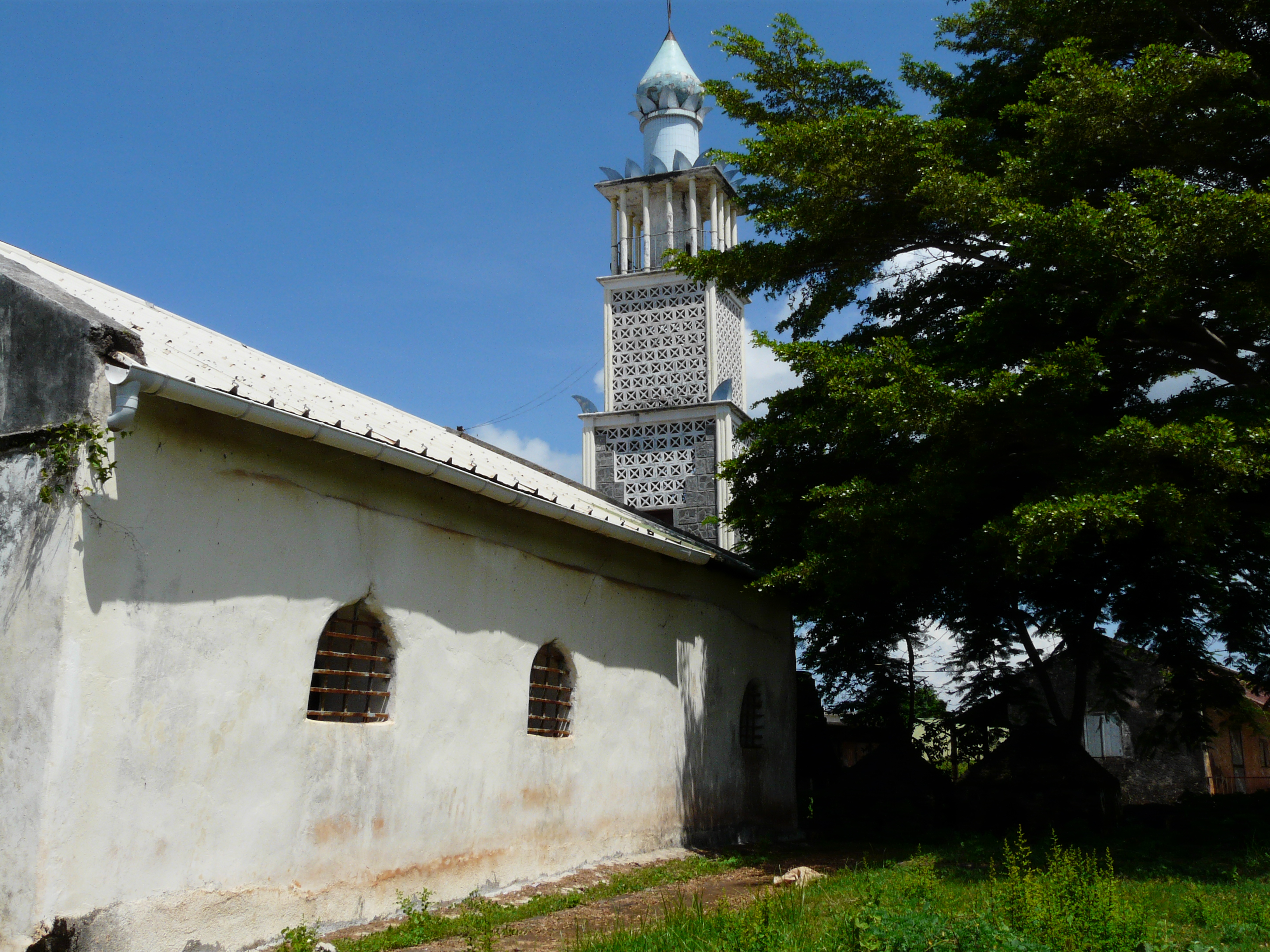
مسجد تسينغوني